# Donnaldsoncythere ileata
Donnaldsoncythere ileata är en kräftdjursart som beskrevs av Hobbs och Walton 1963. Donnaldsoncythere ileata ingår i släktet Donnaldsoncythere och familjen Entocytheridae. Inga underarter finns listade i Catalogue of Life.